# Invasion of the Neptune Men
Invasion of the Neptune Men (宇宙快速船 Uchū Kaisokusen, Space Hypership) este un film SF japonez din 1961 regizat de Koji Ota. În rolurile principale: Sonny Chiba, Ryûko Minakami și Mitsue Komiya.

## Prezentare

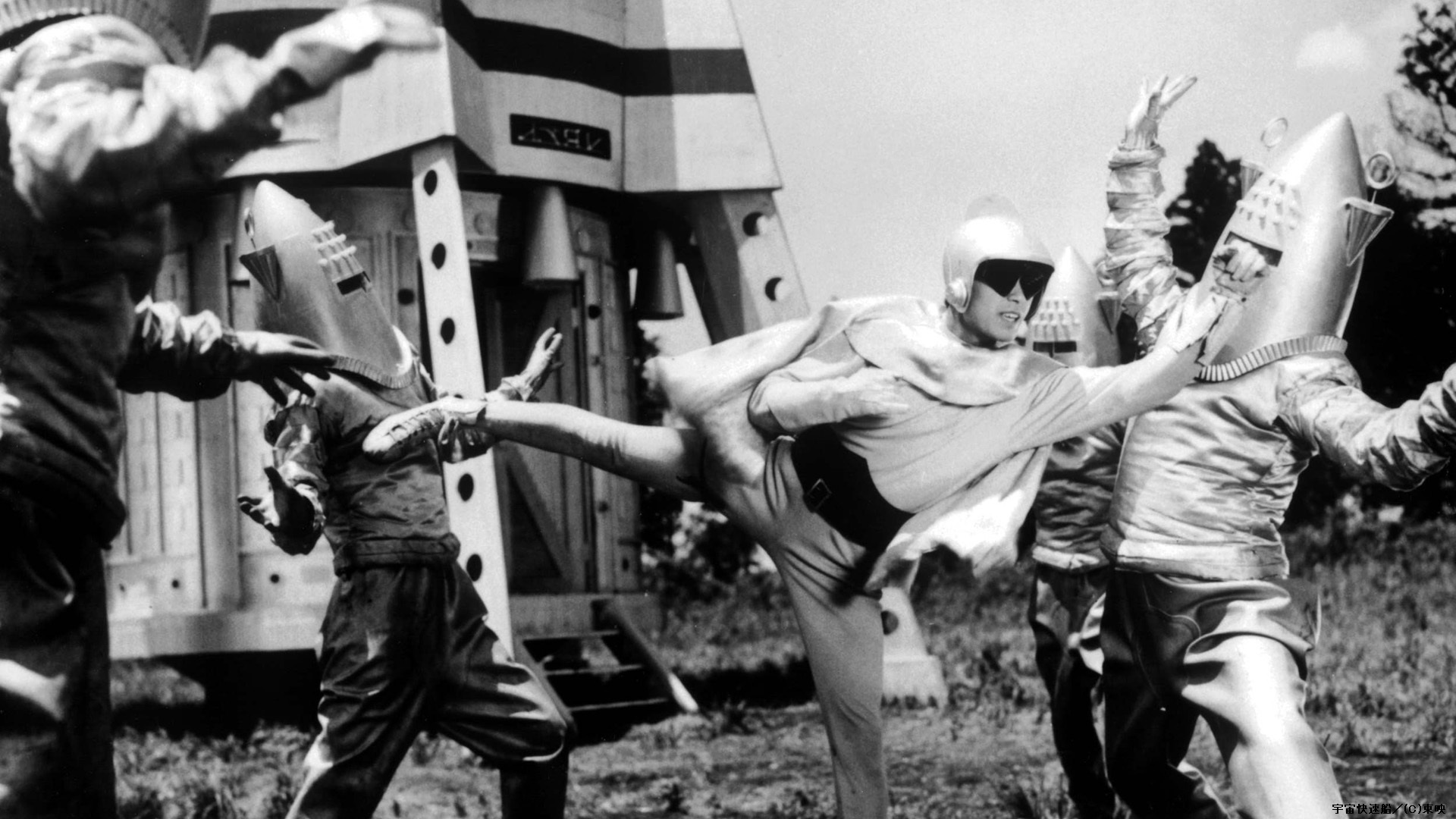
Sonny Chiba Iron Sharp luptă împotriva străinilor.

## Actori
- Sonny Chiba la fel de om de stiinta　Shinichi Tachibana / Iron Sharp
- Kappei Matsumoto la fel de Dr. Tanigawa
- Ryuko Minakami la fel de Yōko (Fiica lui Tanigawa)
- Shinjiro Ebara la fel de om de stiinta　Yanagida
- Mitsue Komiya la fel de om de stiinta Saitō